# Lei da irreversibilidade da evolução

Uma vez que um organismo tenha evoluído de uma determinada maneira, ele não retornará exatamente a uma forma anterior. Isto é ilustrado aqui em duas dimensões; Na realidade, biomoléculas e organismos evoluem em muitas dimensões diferentes.

A Lei de Dollo (também conhecida como Lei da irreversibilidade da evolução e princípio de Dollo), proposto em 1893  pelo paleontólogo francês Louis Dollo postula que não pode haver a reversão de uma trajetória evolutiva para um mesmo curso. Isto é, nenhum organismo vivo pode retornar por completo ao plano corporal de sua forma antecessora, pois os seres evoluem em muitas dimensões diferentes e sempre irão preservar alguma característica dos estágios intermediários pelos quais passou em sua trajetória evolutiva, mesmo que as condições ambientais sejam idênticas às que viveu anteriormente. 
Para todos os fins, a definição dessa lei evolutiva, de forma resumida, é a seguinte: 
| “ | Um organismo vivo nunca retorna exatamente a um estado anterior, mesmo que se encontre inserido em condições de existência idênticas àquelas em que viveu anteriormente, sempre mantém algum traço dos estágios intermediários pelos quais passou. | ” |

Essa lei é frequentemente interpretada erroneamente como afirmando que a evolução de uma estrutura ou órgão seja irreversível, ou que estruturas e órgãos perdidos não possam reaparecer da mesma forma por qualquer processo de devolução, atavismo táxico ou evolução reversa.
De acordo com Richard Dawkins, o princípio de Dollo é apenas uma afirmação sobre a improbabilidade estatística de um organismo vivo seguir por completo para o mesmo estado evolutivo duas vezes ou para um estado de uma espécie antecessora por completo, em qualquer direção. Para Stephen Jay Gould a irreversibilidade exclui certos caminhos evolutivos, após formas amplas surgirem: por exemplo, uma vez que você adote o plano corporal de uma simples espécie diversas opções são fechadas para sempre, pois as possibilidades futuras devem se desdobrar respeitando os limites do design herdado da espécie.
Este princípio é classicamente aplicado à morfologia, particularmente de fósseis, mas também pode ser usado para descrever eventos moleculares, como mutações individuais ou perdas genéticas.

## Exemplos que atendem o princípio de Dollo

### Ictiossauros e o ambiente aquático

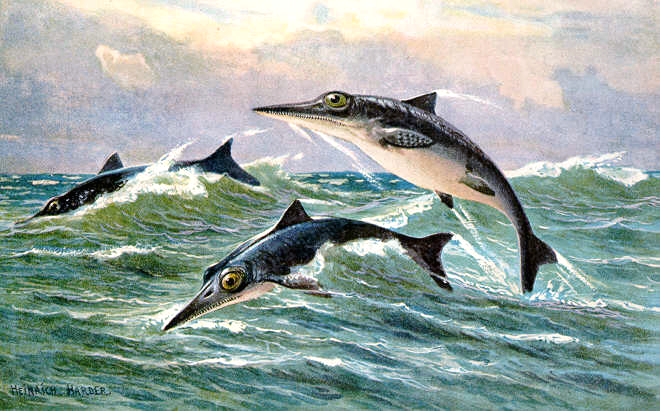
Ictiossauros tinham um focinho longo e afilado e barbatanas caudais e dorsais tal como os peixes e golfinhos.

Os Ictiossauros são um grupo de répteis que retornaram ao ambiente aquático. Logicamente, uma respiração sistêmica branquial seria a melhor forma de se obter o oxigênio dissolvido na água. Entretanto, os répteis surgiram no ambiente terrestre de ancestrais que já possuíam pulmões e patas possuindo ancestralidade comum com todos tetrápodes. Uma vez que esses ancestrais possuíam pulmões, a seleção natural atuou de outras formas na adaptação desses organismos devido ao retorno para o ambiente aquático. A anatomia hidrodinâmica, as nadadeiras e várias outras adaptações ao meio aquático voltaram através da modificação de estruturas que os ancestrais terrestres (e não aquáticos) possuíam. A respiração continuou sendo pulmonar e não retornou para a branquial pois esta é uma característica ancestral. O mecanismo de reprodução ovovivípara onde o embrião se desenvolve dentro de um ovo alojado dentro do corpo da mãe, manteve-se como os alguns répteis terrestres que são ovovivíparos. 

### Cetáceos e o ambiente aquático

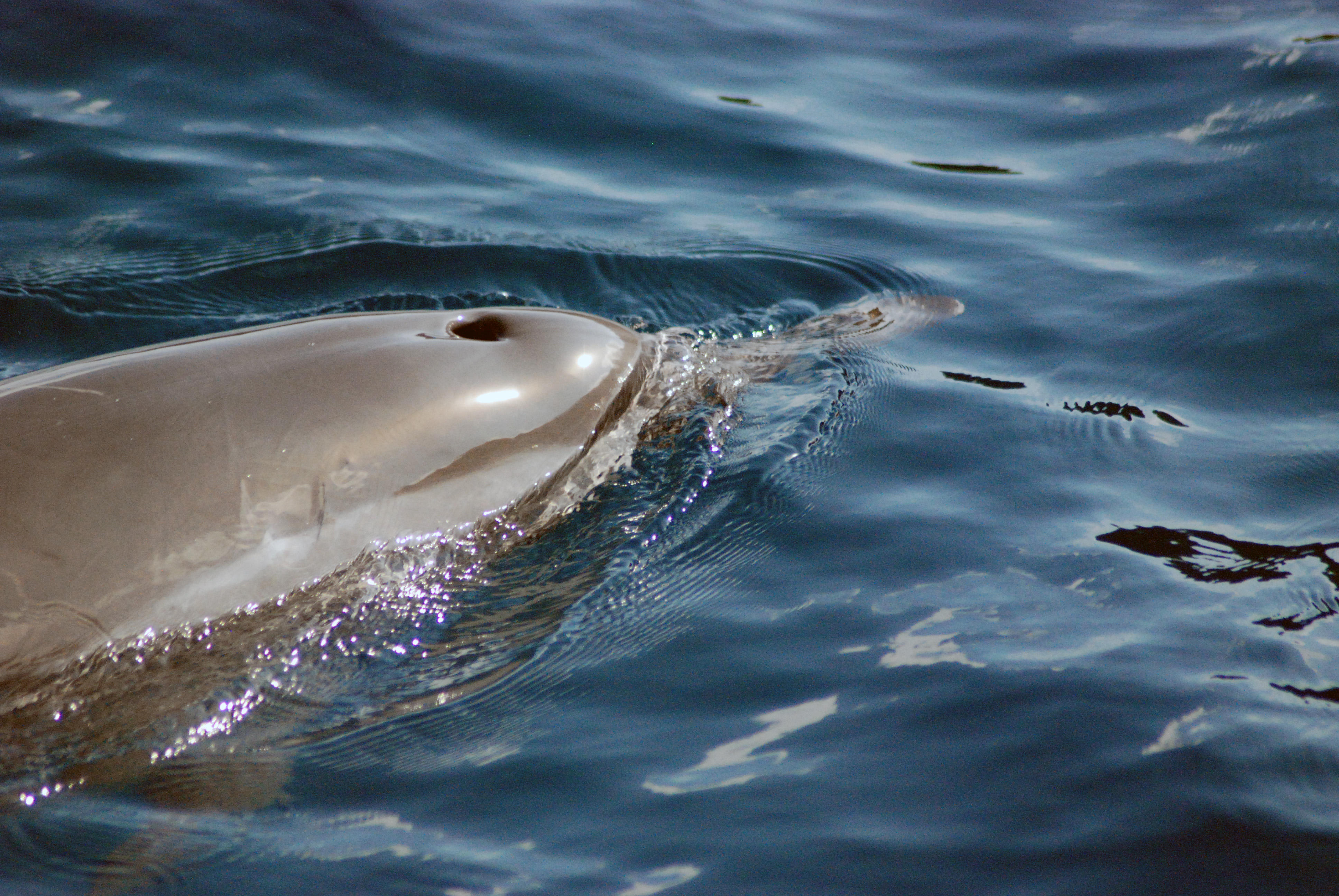
Golfinho-rotador (Stenella longirostris).

Os cetáceos são um grupo de mamíferos que retornaram ao ambiente aquático. Logicamente, uma respiração sistêmica branquial seria a melhor forma de se obter o oxigênio dissolvido na água. Entretanto, os mamíferos surgiram no ambiente terrestre de ancestrais que já possuíam pulmões e os cetáceos de um ancestral em comum com ungulados. Uma vez que esses ancestrais possuíam pulmões, a seleção natural atuou de outras formas na adaptação desses organismos devido ao retorno para o ambiente aquático. A anatomia hidrodinâmica, as nadadeiras e várias outras adaptações ao meio aquático voltaram através da modificação de estruturas que os ancestrais terrestres (e não aquáticos) possuíam. A respiração continuou sendo pulmonar e não retornou para a branquial pois esta é uma característica ancestral. O comportamento da coluna vertebral durante a locomoção também manteve-se como os dos ungulados, pois segundo Richard Dawkins, baleias "galopam" (movimento vertical da coluna vertebral) nos oceanos.

### Plantas aquáticas

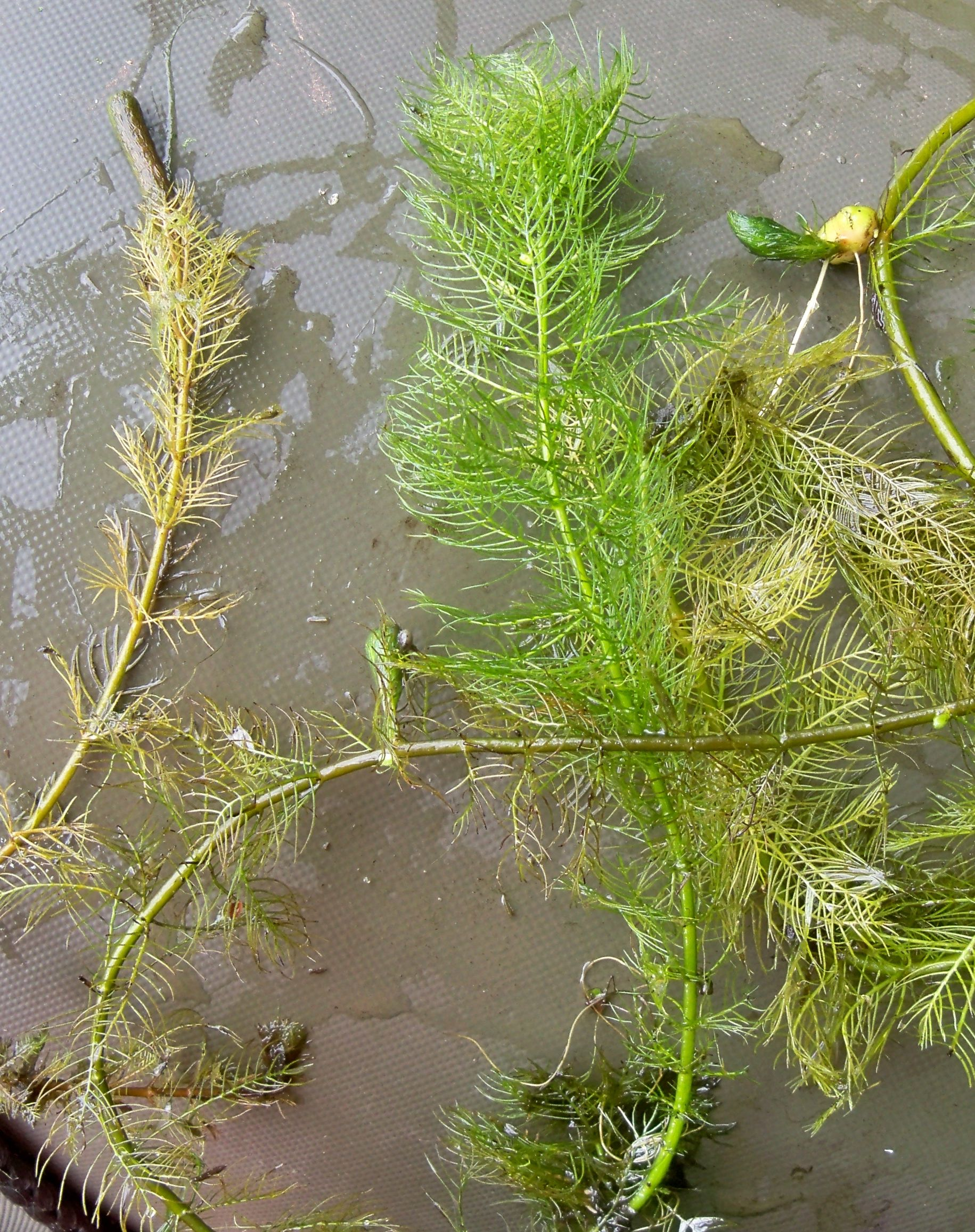
Planta aquática (Myriophyllum verticillatum).

Plantas aquáticas, como Myriophyllum, são plantas terrestres que retornaram ao ambiente aquático. Logicamente, a forma de reprodução sem polinização seria mais eficaz. Entretanto, muitas plantas aquáticas surgiram de angiospermas no ambiente terrestre que já possuíam flores e o grupo Myriophyllum de um ancestral em comum com angiospermas saxifragales. Uma vez que esses ancestrais possuíam flores, frutos e sementes, a seleção natural atuou de outras formas na adaptação desses organismos devido ao retorno para o ambiente aquático. A anatomia semelhante às algas clorofíceas e várias outras adaptações ao meio aquático voltaram através da modificação de estruturas que os ancestrais terrestres (e não aquáticos) possuíam e a reprodução continuou sendo por polinização.

### Cactáceas e o ambiente úmido
A maioria dos cactos se especializou em sobreviver em ambientes quentes e secos (ou seja, são xerófitos), desenvolvendo algumas adaptações para promover o uso eficiente da água. Uma vez que a questão chave na retenção de água é a relação entre a área da superfície e o volume, a perda de água é proporcional à área de superfície das folhas e a seleção natural atuou na redução do tamanho das folhas ou da duração (algumas sendo produzidas apenas durante o período vegetativo).
Acontece que um pequeno número de espécies de cactos se adaptaram de volta à vida em ambientes tropicais bastante úmidos, onde a conservação da água é menos importante. Logicamente, a obtenção da folhagem perdida seria a melhor forma de se lidar com a fotossíntese. Entretanto, como esses cactos surgiram de ancestrais xerófitos do ambiente árido que possuíam corpo com caules grossos, suculentos, oblongos ou espatulados chamados de cladódios, a fotossíntese continuou sendo pelos cladódios convertidos em estruturas que se assemelham à folhas, como no gênero Brasiliopuntia, mas não retornou para a folhagem verdadeira.

## Exemplos de reversão de características

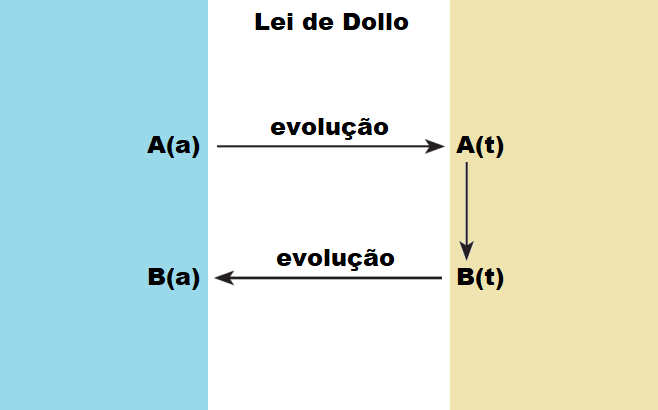
Modelo evolutivo que atende a Lei de Dollo. Se um organismo A(aquático) evolui gerando um organismo A(terrestre) e este origina um organismo B(terrestre), caso haja retorno evolutivo de B(terrestre) para o ambiente aquático, ele formará um B(aquático) e não mais A(aquático).

### Atavismo táxico
- Reaparecimento da capacidade de reprodução sexuada da família de ácaros Crotoniidae após gerações inexistente.[7]
- Reaparecimento da capacidade de reprodução sexuada por flores na planta Hieracium pilosella após gerações inexistente.[8]
- Reaparecimento de dentes verdadeiros na mandíbula inferior de Gastrotheca guentheri após 200 milhões de anos. [9]
- Reaparecimento de asas em insetos de vara sem asas[10] e percevejos.

## Leitura complementar
- Dremer, C. J. Uma revisão de atavismos em vertebrados. Neotropical Biology and Conservation: v.1(2), p. 72-83,006.
- Plage, M. L. Atavismo ou não?. Revista Galileu. Edição 189 - Abril de 2007. Acesso em 24 de setembro de 2009.